# 日本旅行東北
株式会社日本旅行東北（にほんりょこうとうほく）は、宮城県仙台市青葉区に本社を置く日本旅行の地域子会社。

## 概要
2010年1月、地域密着の営業展開を行う目的で、日本旅行東北営業本部が分社化して発足。同年4月、日本旅行が東北地方で出店していた13の支店・旅行コーナーなどが移管され、業務を開始した。
日本旅行としては、北海道の日本旅行北海道、沖縄県の日本旅行沖縄に次いで3番目の地域子会社となる。
新会社発足後は、企業や官公庁などの会議や研修旅行、各種団体が開催する国際会議やイベント、学校の修学旅行などといった団体旅行に特化。個人向けに関しては店頭販売を縮小し、インターネット販売に転換する。

## 沿革
- 2010年（平成22年）
  - 1月20日 - 株式会社日本旅行東北として設立。
  - 4月1日 - 日本旅行から東北地方の事業を譲受し、業務を開始。
- 2015年（平成27年）4月 - 郡山支店を開設。